# Agonopterix purpurea
Espèce
Agonopterix purpurea est une espèce de lépidoptères (papillons) de la famille des Depressariidae.
Les adultes (imagos) volent d'août à mai/juin.
Les larves se nourrissent de Anthriscus sylvestris (Cerfeuil sauvage), Chaerophyllum temulum (Cerfeuil penché), Daucus carota and Torilis japonica.
Cette espèce passe l'hiver sous forme adulte et la chrysalide se fait dans un cocon dans la terre.